# Orgellandschaft Westfalen und Lippe

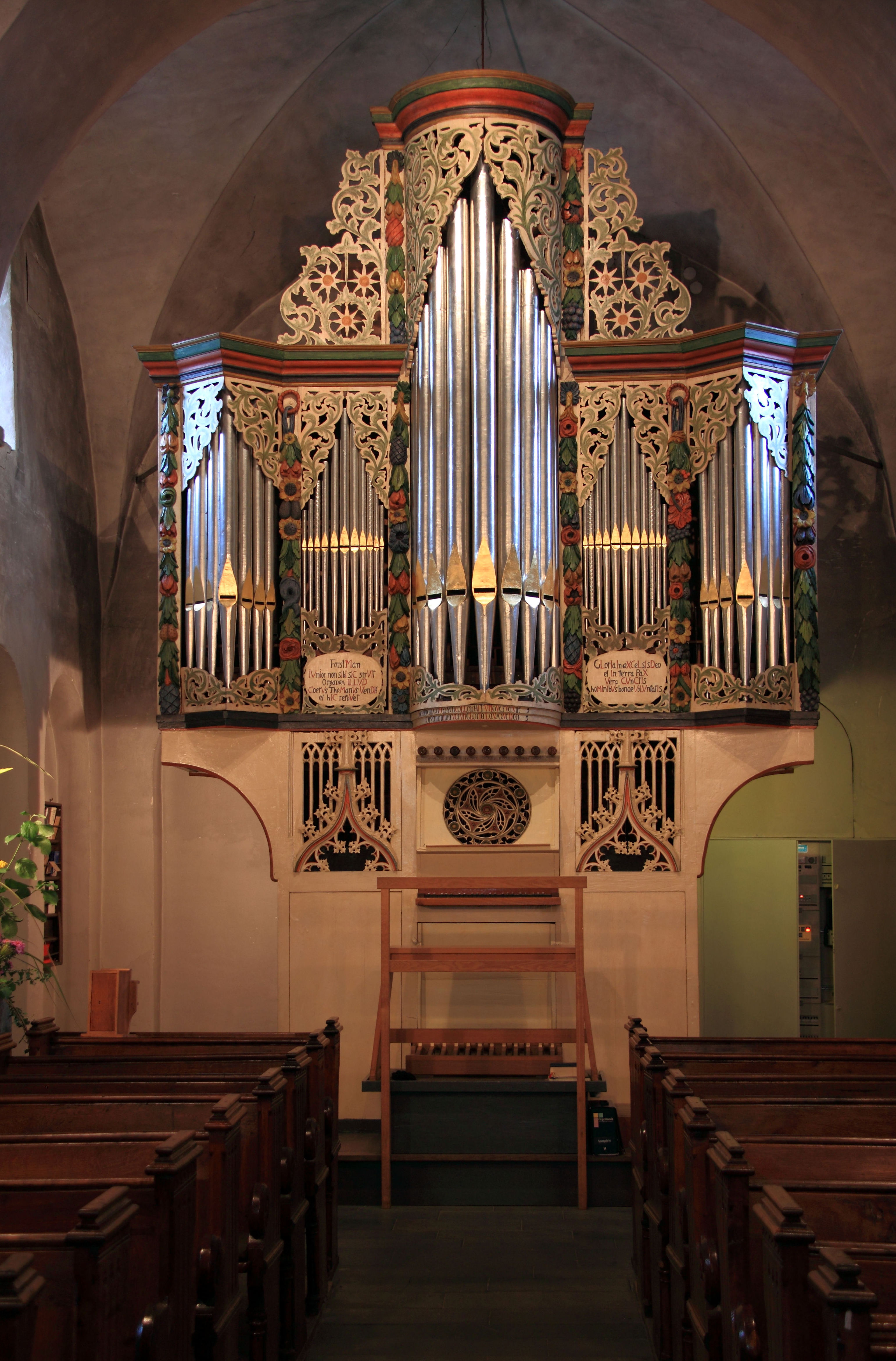
Die Orgel von St. Andreas (Ostönnen) ist die älteste spielbare Orgel in Deutschland.

Die Orgellandschaft Westfalen und Lippe bezeichnet die Orgeln mit historisch bedingten regionalen Eigenschaften in der  Orgellandschaft Westfalen und Lippe. Sie grenzt im Südosten an die Orgellandschaft Hessen, im Südwesten an die Orgellandschaft Rheinland und im Norden an verschiedene Kulturregionen im heutigen Niedersachsen.
Nähere Details zu den erhaltenen Werken finden sich in der Liste von Orgeln in Westfalen und Lippe.

## Gotik

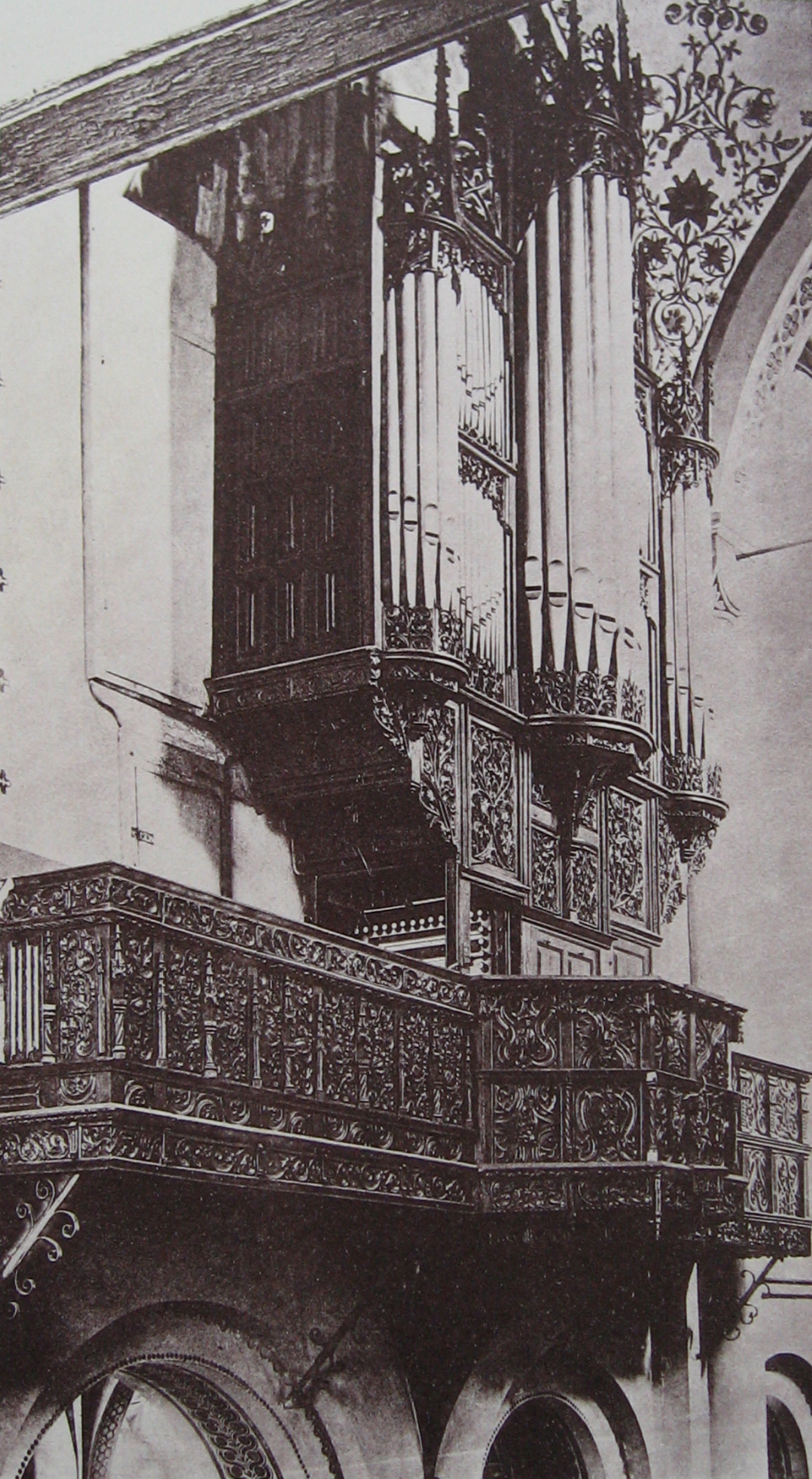
Gotische Orgel (1520) in der Dortmunder Marienkirche

Erstmals ist im Jahr 1181 von einer Orgel im Alten Dom zu Münster die Rede. Auf dem Musikantenfries im Paradies des Doms findet sich ein Steinrelief aus der Mitte des 13. Jahrhunderts mit der Darstellung einer Orgel. Die Orgel in St. Peter und Paul in Wormbach integriert drei Orgelpfeifen aus dem Ende des 14. Jahrhunderts, die als die ältesten erhaltenen Pfeifen in Westfalen gelten. Aus dem Jahr 1431 datiert die Orgel von St. Andreas, Ostönnen und ist damit die älteste spielbare Orgel in Deutschland. Das Untergehäuse weist spätgotisches Schnitzwerk auf und 326 Pfeifen, also mehr als die Hälfte des Pfeifenbestandes, lassen sich vor 1500 datieren. Bis um 1500 waren nicht nur die großen Stadtkirchen, sondern auch viele Landkirchen mit Orgeln ausgestattet. Johann von Schwerte errichtete im Jahr 1520 eine spätmittelalterliche Orgel in der Dortmunder Marienkirche, deren Gehäuse bis zum Zweiten Weltkrieg erhalten blieb. Sie wurde bei einem Bombenangriff im Zweiten Weltkrieg zerstört.
Im Mittelalter hatte die Orgel liturgische Zwecke zu erfüllen und wurde nicht zur Begleitung des Gemeindegesangs eingesetzt. In der „Alternatimpraxis“ erklang sie im Wechsel mit dem Chor, einzelnen Sängern oder der Gemeinde, insbesondere beim Introitus und den Lobgesängen der Messe und der kirchlichen Tageszeiten. Bei den gotischen Blockwerk-Instrumenten waren die einzelnen Register nicht anspielbar, sondern nur das volle Werk, das sogenannte Plenum. Die Erfindung der Schleiflade und Springlade ermöglichte im ausgehenden Mittelalter ein weit größeres klangliches Spektrum. In Westfalen wurde die Springlade favorisiert.

## Renaissance und Frühbarock

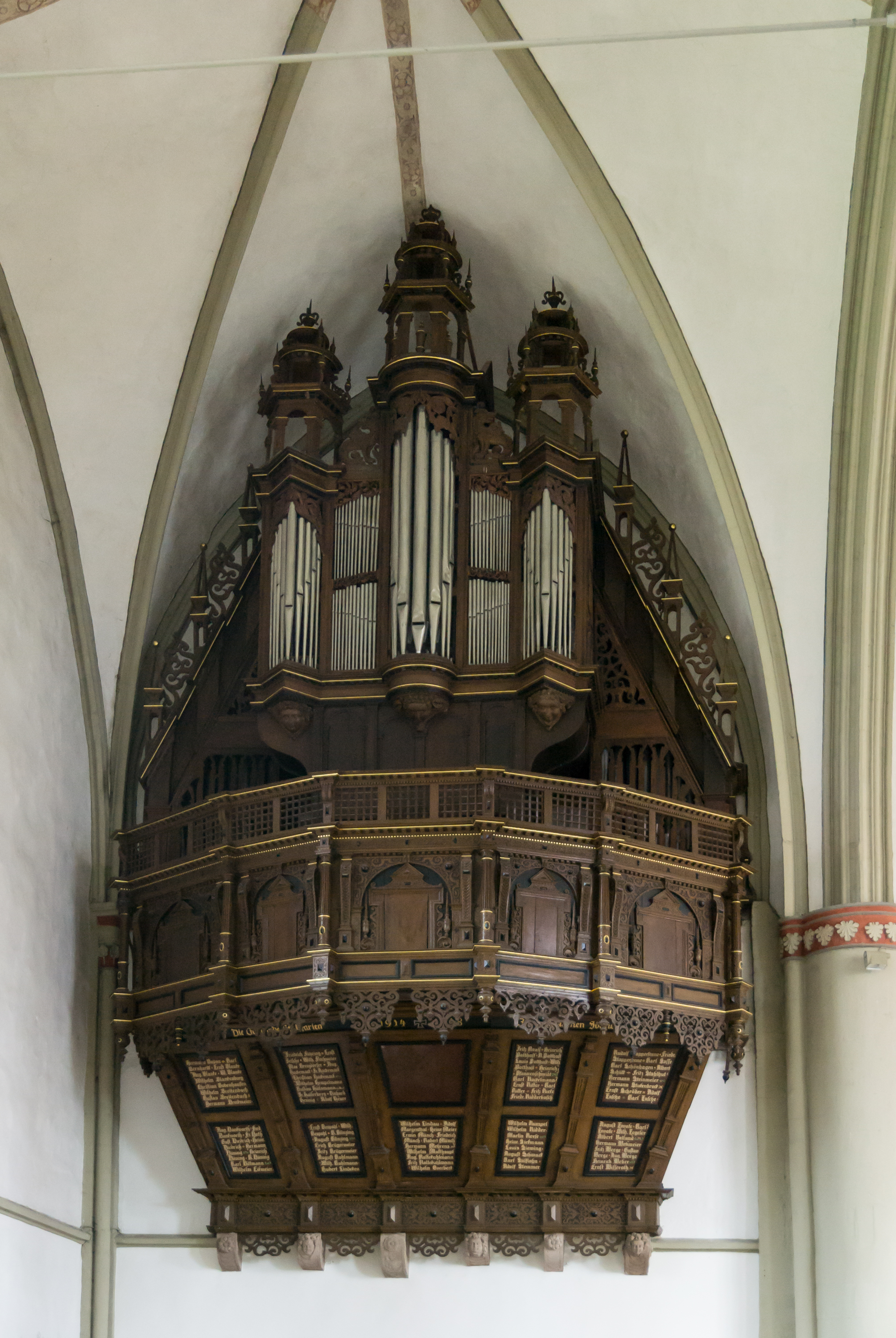
Schwalbennestorgel in Lemgo

In der unruhigen Zeit zwischen Reformation und dem Westfälischen Frieden (1648) gingen zahlreiche Instrumente durch Plünderungen, den Bildersturm und Kriegseinwirkungen verloren. Im letzten Drittel des 16. Jahrhunderts erfuhr der westfälische Orgelbau einen starken Auftrieb. Maßgeblich waren daran Orgelbauer aus dem Herzogtum Brabant beteiligt, die im Zuge der Reformation, aufgrund von Glaubenskriegen und der orgelfeindlichen Haltung reformierter Kirchen, neue Betätigungsfelder suchten. Diese Orgelbauer brachten internationale Einflüsse mit. Zu ihnen gehörte die Orgelbauerfamilie Slegel, die ausgehend vom niederländischen Kerngebiet bis nach Bremen und Hildesheim die neuen Entwicklungen wie die Springlade im Orgelbau verbreiteten. Die Gebrüder Slegel bauten zwischen 1586 und 1595 eine Schwalbennestorgel für St. Marien in Lemgo, deren Gehäuse noch erhalten ist und deren Innenwerk von Rowan West auf den Zustand von 1613 rekonstruiert wurde. Ihre Werke in Warendorf, St. Laurentius, der Überwasserkirche in Münster und der St.-Georg-Kirche  wurden später durch Neubauten ersetzt.
Daneben vermittelten Lampeler van Mill und die Orgelbauerfamilie von Niehoff aus ’s-Hertogenbosch sowie die Familie de Mare den brabanter Orgelbau nach Westfalen. In Kloster Oelinghausen sind noch einige Register de Mares von 1599 erhalten.
Durch die norddeutsche Orgelbauerfamilie Scherer wurde das brabanter Werkprinzip weiterentwickelt. Selbstständige Klangkörper mit vollständig ausgebauten Prinzipalchören wurden in separaten Gehäusen aufgestellt: Freistehende Pedaltürme flankierten das Hauptwerk. Das Brustwerk war über dem Spieltisch und das Rückpositiv in der Emporenbrüstung angebracht. Der voll ausgebaute Prinzipalchor bildete das grundlegende Klanggerüst. Die gegenüber den Prinzipalen weit mensurierten Flötenstimmen und die Zungenregister ermöglichten zahlreiche Klangkombinationen und -kontraste. Hans Scherer der Ältere schuf zweimanualige Orgelneubauten für Schloss Brake (1600) und das Herforder Münster (1601), die nicht erhalten sind.

## Barock

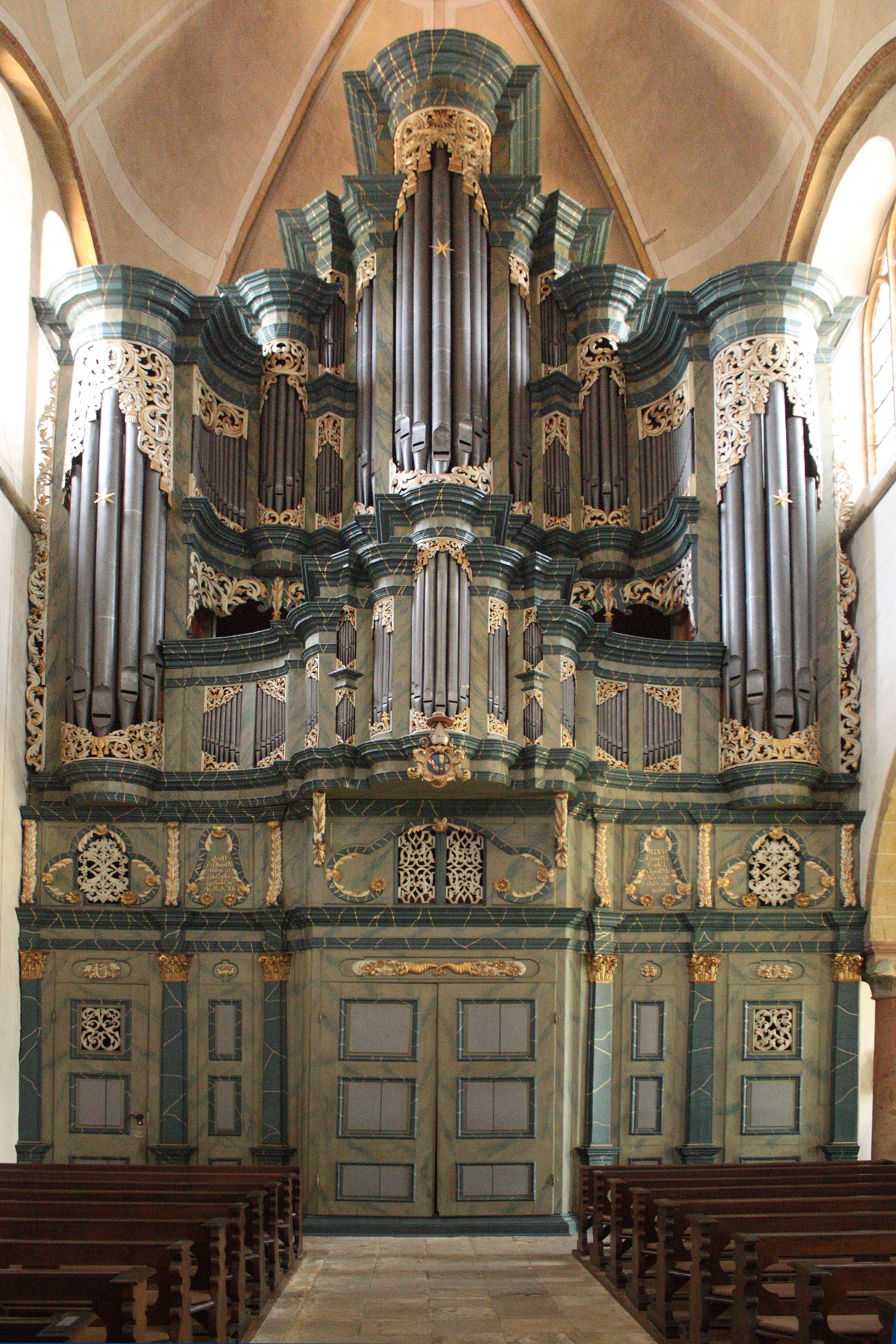
Möller-Orgel von Kloster Marienfeld

Die liturgische Funktion und das klangliche Konzept der Orgel änderte sich, als sie während des Dreißigjährigen Krieges erstmals zur Begleitung des Gemeindegesangs eingesetzt wurde. Bis zu dieser Zeit übernahm die Orgel fast ausschließlich Teile der Liturgie, umrahmte die Predigt und den gesamten Gottesdienst. Ab Mitte des 17. Jahrhunderts erfuhr der westfälische Orgelbau einen Aufschwung. Römisch-katholische Kirchen ließen repräsentative Werke anschaffen, während die bescheideneren Orgeln in reformierten vor allem zur Begleitung des Gemeindegesangs dienten. Während die Orgeln in vorbarocker Zeit europaweit relativ einheitlich gestaltet waren, erhält der westfälische Prospekt in der Barockzeit seine charakteristische Gestalt. An den überhöhten Mittelturm schließen sich symmetrisch an beiden Seiten absteigende Pfeifenfelder an, die teils recht schmal sein können. Die Werke von Hinrich Klausing und seinem Sohn Johann Berenhard Klausing zeichnen sich bei aller Individualität durch einen derartigen Prospektaufbau aus.
Von Andreas Reinecke ist nur ein Prospekt von 1724 in der Bergkirche Thalitter erhalten. Schüler von Arp Schnitger wirkten in Westfalen. Johann Matthias Naumann erweiterte im Jahr 1718 die Andreas-Schneider-Orgel in Corvey (1681) um ein Rückpositiv. Gerhard von Holy blieb in der Gestaltung des Hamburger Prospekts seinem mutmaßlichen Lehrmeister verpflichtet. Erhalten sind seine Gehäuse in Lünen (1725) und Herdecke (1733). In der Evangelischen Kirche Volmarstein (1734) erklingt das größte des Pfeifenwerks von Holy bis heute. Sein Prospekt aus Wetter einschließlich der originalen Prospektpfeifen von 1723 diente einem Neubau in der Canumer Kirche als Grundlage.
Mit Johann Patroclus Möller erreichte der barocke Orgelbau Westfalens seinen Höhepunkt. Höchste handwerkliche Kunst verbindet sich mit kreativer Prospektgestaltung und einem Reichtum an Klangfarben in den unterschiedlichen Registerfamilien. Kennzeichnend ist der konkave Bogen in der Prospektgestaltung in einigen seiner großen Orgeln. Möllers Werke gehören zu den wertvollsten Denkmalorgeln der westfälischen Orgellandschaft. Sechs seiner Orgeln haben die Jahrhunderte, wenn auch teils in umgebauter Form, überstanden, und zwar in Welver (früher St. Walburgis, 1733), Marienmünster (1738), Büren (früher Böddeken, 1744), Rüthen-Hoinkhausen (1747), Borgentreich (früher Kloster Dalheim) und Marienfeld (beide 1751).
Kennzeichnend für den westfälischen Orgelklang sind die dreifache Sesquialtera, eine Viola da Gamba in Trichterform und tiefe Aliquotregister im Hauptwerk. Nach wie vor wurden die Springladen bevorzugt.
Im Barock traten Orgelbauerfamilien auf, die über mehrere Generationen die Orgelkultur prägten. Der Wirkungskreis der Familie Bader erstreckte sich von Antwerpen bis Hildesheim und nördlich bis nach Friesland. Andreas Reinecke schuf zusammen mit seinem Bruder Bernhard mehrere Springladenorgeln in Ostwestfalen. Familie Klausing wirkte von Herford aus, Familie Alberti von Hattingen und die Heilmanns von Herbern aus.

## Klassizismus

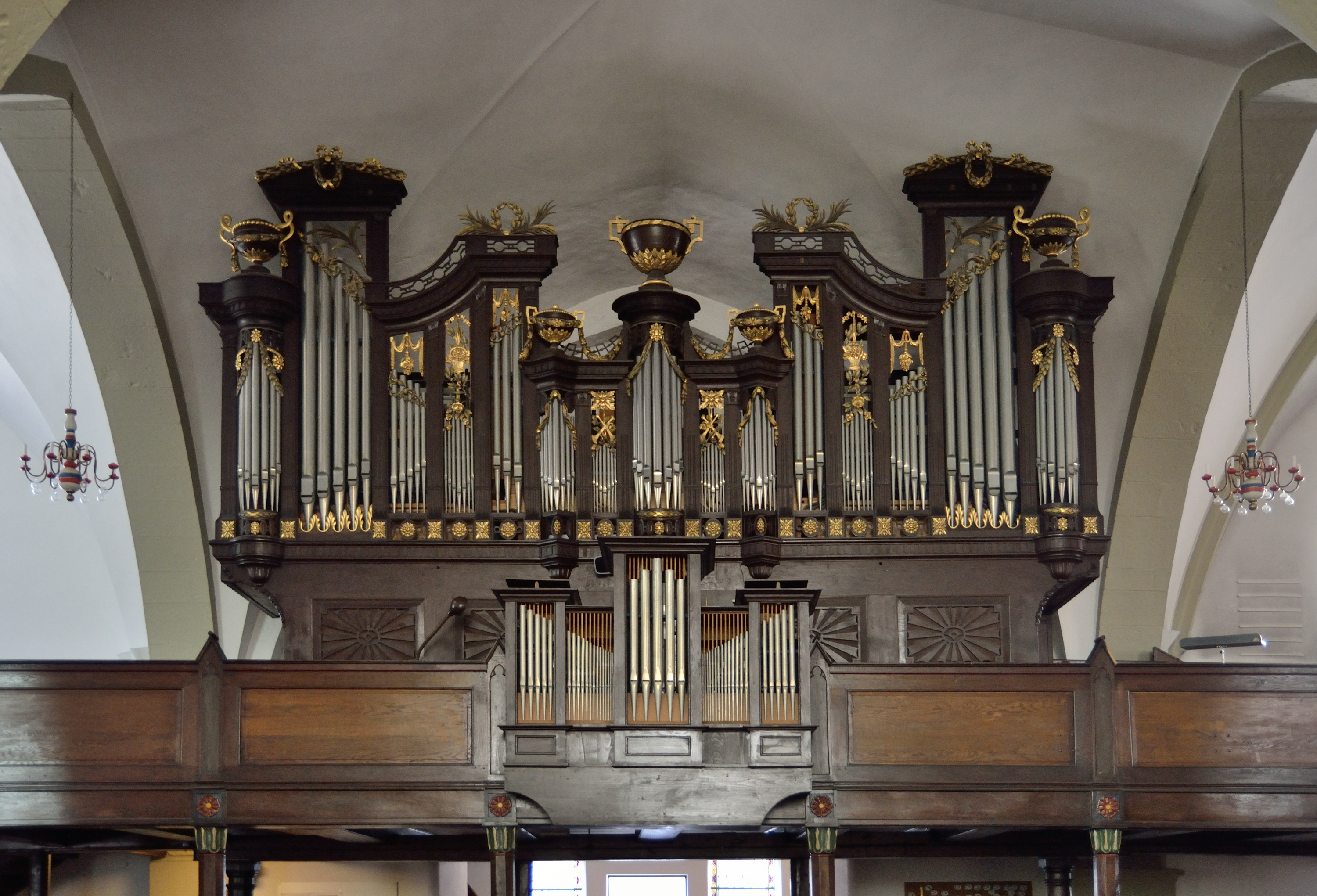
Oestreich-Orgel (1795) der Detmolder Erlöserkirche

Im Zuge der Säkularisation 1803 wurden die rechtsrheinischen Klöster und Stifte aufgehoben. Infolgedessen wechselten zahlreiche kostbare Orgeln ihre Besitzer und wurden vielfach in umgebauter Form in evangelischen Pfarrkirchen aufgestellt. Drei Instrumente von Johann Patroclus Möller erfuhren bei derartigen Umsetzungen tiefgreifende Veränderungen, so die Orgeln aus dem Stift St. Walburgis (Soest), Kloster Böddeken und Kloster Dalheim.
Caspar Melchior Vorenweg eröffnete im Jahr 1786 seine Werkstatt in Münster und vermittelte den rheinisch-französischen Stil nach Westfalen. Seine Orgeln in Cappenberg (1788) und Drensteinfurt (1790) wurden später umgebaut, bei den letzten Restaurierungen aber wieder auf die ursprüngliche Disposition zurückgeführt. In Soest wirkten um 1800 Johann Georg Fromme und sein Sohn Nikolaus. Johann-Markus Oestreich war ausgehend vom hessischen Oberbimbach in Thüringen, Ostwestfalen und Franken tätig. Seine breitflächigen, teils fünfzehnachsigen Prospekte weisen auf den Übergang zum Verbundprospekt. Seine Orgel in der Detmolder Erlöserkirche (1795) ist weitgehend erhalten, von seinen Werken in Bigge (1789), St. Martin und Schieder-Schwalenberg (1815) existieren lediglich die Prospekte.

## Romantik

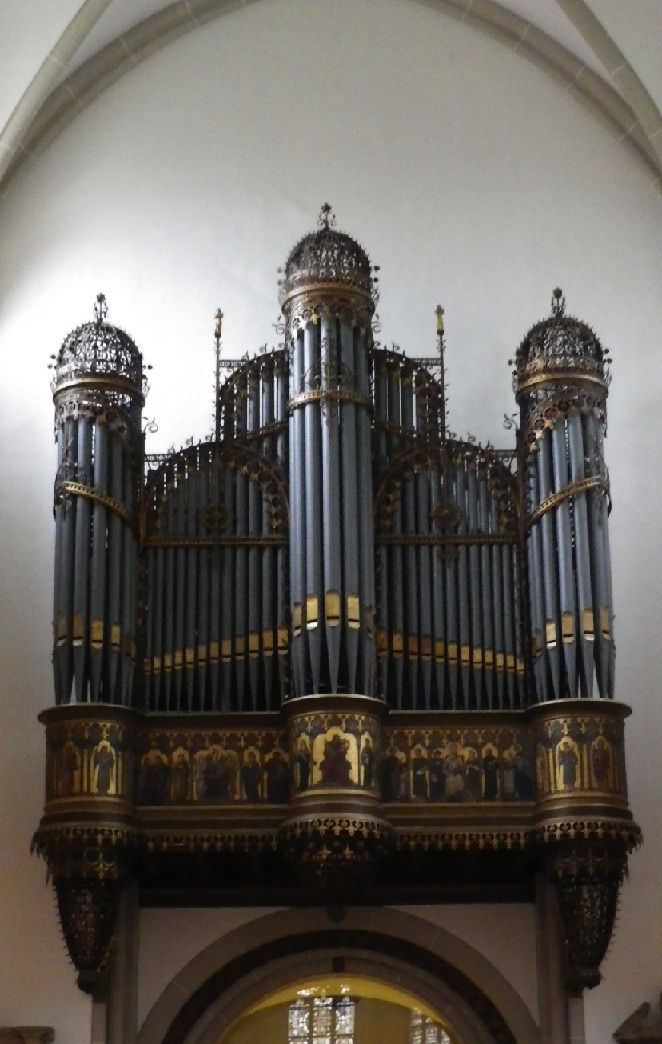
Fleiter-Orgel von 1882 in der St.-Mauritz-Kirche, Münster

Verschiedene in der Romantik gegründete Orgelbauunternehmen, die im 19. Jahrhundert entstanden, existieren bis heute. Dazu gehört der 1836 gegründete Betrieb von Franz Breil, Speith-Orgelbau (ab 1848) und Friedrich Fleiter (ab 1872) sowie Gebrüder Stockmann (ab 1889). Die Eggert Orgelbau-Anstalt bestand unter diesem Namen bis 1902 und wurde von Anton Feith und seinem gleichnamigen Sohn bis 1972 weitergeführt. Eine Neugründung erfolgte 1999 mit dem Westfälischen Orgelbau S. Sauer. Die Orgelbauerfamilie Klassmeier war ebenfalls dem romantischen Orgelstil verpflichtet und schuf mehr als 200 Instrumente. Ernst Klassmeier entwickelte eine eigene Form der Kegellade mit auswechselbaren Kegelventilen. Ab den 1890er Jahren setzte er die Röhrenpneumatik ein.
Im zunehmenden Maß traten überregional tätige Firmen wie Philipp Furtwängler & Söhne auf, die in großer Anzahl Orgeln im romantischen Stil produzierten. Dadurch kam es zu einer landesweiten Angleichung der Stile. Durch die Industrialisierung und das starke Bevölkerungswachstum wurden zahlreiche Kirchen durch größere ersetzt und viele alte Orgeln hatten ausgedient.
Die grundtönigen Dispositionen romantischer Orgeln mit vielen Registern in Äquallage zielten auf einen orchestralen Klang. Die neuen technischen Spielhilfen, die im 19. Jahrhundert entwickelt wurden, ermöglichten eine stufenlose Dynamik. Wie auch in anderen deutschen Orgellandschaften sind die Prospekte romantischer Orgeln vielfach vom Historismus geprägt, dem Rundbogenstil, der Neugotik, der Neuromanik und dem Jugendstil.

## 20. und 21. Jahrhundert
Ab dem 20. Jahrhundert ging die Orgelkultur Westfalens in den allgemeinen deutschen Orgelbau auf. Die Orgelbewegung idealisierte als Gegenbewegung zur Romantik ab den 1920er Jahren ein barockes Klangbild. Ab der 1930er Jahre schränkten die Nationalsozialisten den Orgelneubau stark ein. Die großen Städte büßten im Zweiten Weltkrieg meist ihre Orgeln ein. Die Zerstörung vieler Kirchen und Orgeln führte zu einer großen Anzahl von Orgelneubauten. Zahlreiche noch erhaltene alte Instrumente wurden im Zuge des Wirtschaftswachstums in den 1950er und 1960er Jahren ersetzt. Rudolf Reuter veröffentlichte zahlreiche Arbeiten über den westfälischen Orgelbau, inventarisierte alle 600 Denkmalorgeln und setzte sich für deren Erhalt ein.
Im Jahr 1910 wurde der Familienbetrieb Gustav Steinmann Orgelbau in Vlotho gegründet, der neben Orgeln etwa 1500 Harmonien zwischen 1920 und 1935 produzierte und sich zu einem großen Betrieb mit internationalem Wirkungskreis entwickelte. Detlef Kleuker machte sich 1955 in Brackwede selbstständig und experimentierte mit neuen Werkstoffen, die die Langlebigkeit erhöhen und klimatisch extremen Bedingungen gewachsen sein sollten. In stilistischer Hinsicht orientierte er sich an der norddeutschen Barockorgel, schuf aber moderne, eckige Gehäuse. In Muddenhagen wurde 1969 der Orgelbau Simon gegründet.